# Bhorle (Rasuwa)
Bhorle – gaun wikas samiti w środkowej części Nepalu w strefie Bagmati w dystrykcie Rasuwa. Według nepalskiego spisu powszechnego z 2001 roku liczył on 1078 gospodarstw domowych i 5965 mieszkańców (2982 kobiet i 2983 mężczyzn).